# 콜롬비 제이컵슨더스틴
콜롬비 제이컵슨더스틴(Colombe Jacobsen-Derstine, 1977년 12월 21일 ~ )은 미국의 배우, 셰프, 영화배우이다.
시카고에서 태어났다.

## 영화
- 디센트 (2007년)
- 더 넥스트 푸드 네트워크 스타 (2005년) - 본인 역
- 맨 인 블랙 2 (2002년) - 헤일리 역
- 마이티 덕 2 (1994년)